# Dominik Livaković
Dominik Livaković (ur. 9 stycznia 1995 w Zadarze) – chorwacki piłkarz, występujący na pozycji bramkarza w tureckim klubie Fenerbahçe SK oraz w reprezentacji Chorwacji. 
Srebrny medalista Mistrzostw Świata w 2018 roku oraz Brązowy medalista Mistrzostw Świata w 2022 roku. Uczestnik Mistrzostw Europy w 2020 roku.
Większość swojej kariery spędził w Dinamo Zagrzeb. Wychowanek NK Zadar, w swojej karierze grał także w NK Zagreb.

## Kariera klubowa

### NK Zadar
W sezonie 2012–2013 dołączył do pierwszej drużyny NK Zagreb. Na wstępie pełniąc rolę bramkarza rezerwowego, w lidze zadebiutował 31 sierpnia 2012 roku w meczu przeciwko HNK Cibalia.
W krótkim czasie uzyskał pozycję pierwszego bramkarza drużyny. Łącznie wystąpił w barwach klubu rozegrał 108 meczów, w tym 90 z nich w lidze chorwackiej.

### Dinamo Zagrzeb
31 sierpnia 2015 roku został sprzedany za kwotę 625 tysięcy euro do Dinamo Zagrzeb. Na początku września został wypożyczony do poprzedniego klubu.
W barwach Dinamo zadebiutował 2 października 2016 roku w meczu przeciwko Hajdukowi Split, który zakończył się bezbramkowym remisem.
18 października 2016 zadebiutował w Lidze Mistrzów w przegranym wynikiem 0:1 spotkaniu przeciwko Sevilli.
30 lipca 2019 roku, podczas zwycięstwa 3:0 w kwalifikacjach Ligi Mistrzów nad Saburtalo Tbilisi, pobił rekord Drażena Ladića dotyczący najdłuższego okresu na początku sezonu Dinama bez puszczenia gola (413 minut), ustanowiony w 1995 roku.
Łącznie w barwach klubu wystąpił w 293 spotkaniach, gdzie udało mu się zachować 138 czystych kont.

### Fenerbahçe SK

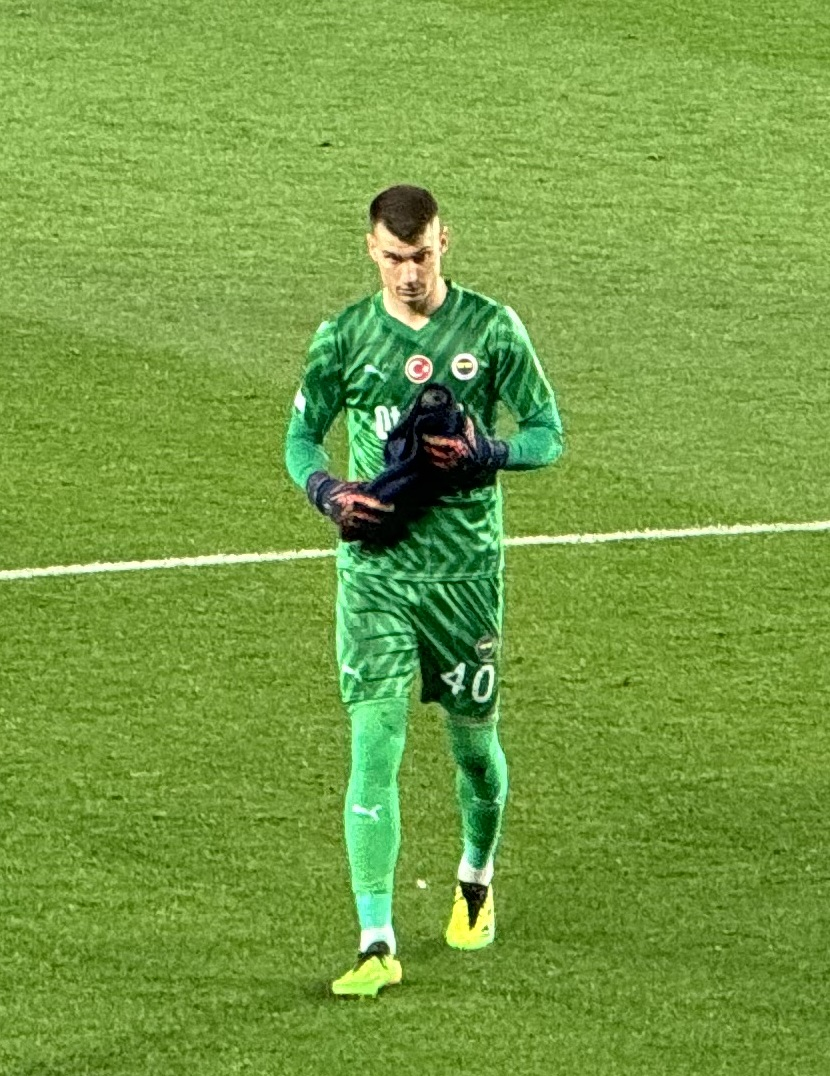
Livaković w barwach Fenerbahçe w 2024

25 sierpnia 2023 roku został sprzedany za kwotę między 7-9 milionów euro do tureckiego Fenerbahçe.
W klubie zadebiutował podczas ligowego spotkania przeciwko Antalyaspor. Mecz zakończył się zwycięstwem Fenerbahçe wynikiem 3:2.

## Reprezentacja Chorwacji

### Wcześniejsza kariera reprezentacyjna
Zadebiutował w spotkaniu przeciwko Chile podczas China Cup w 2017 roku. Mecz do rzutów karnych wynosił 1:1, a Chorwacja przegrała w rzutach karnych wynikiem 1-4.
W maju 2018 roku znalazł się w przedmeczowej kadrze Chorwacji na Mistrzostwa Świata FIFA 2018 w Rosji, jednak na turnieju nie rozegrał żadnego meczu. Ostatecznie reprezentacja Chorwacji  na mistrzostwach zdobyła srebrny medal.
Zadebiutował w rozgrywkach międzynarodowych w meczu Ligi Narodów przeciwko reprezentacji Anglii, który zakończył się bezbramkowym remisem.
W wyniku niezadowalających występów Lovre Kalinićia, Livaković został wybrany na pierwszego bramkarza reprezentacji Chorwacji w kampanii eliminacyjnej do Mistrzostw Europy w 2020 roku. 
Był podstawowym bramkarzem Chorwacji na Mistrzostwach Europy w 2020 roku, gdzie wraz z krajem doszedł do 1/8 finału turnieju. W 1/8 finału Chorwacja zmierzyła się z reprezentacją Hiszpanii. Po dogrywce Hiszpania zwyciężyła to spotkanie wynikiem 3:5, a Chorwacja odpadła z turnieju.

### Mistrzostwa Świata w 2022 roku w Katarze
5 grudnia 2022 roku, w meczu 1/8 finału na Mistrzostwach Świata w 2022 roku przeciwko reprezentacji Japonii, został uznany Graczem Meczu po obronieniu trzech rzutów karnych w serii rzutów, co przyczyniło się do awansu Chorwacji do ćwierćfinału. Stał się trzecim bramkarzem w historii, który obronił trzy rzuty karne na Mistrzostwach Świata, po Ricardo w 2006 roku i jego rodaku Danijelu Subašiću w 2018 roku. 
W ćwierćfinałach obronił kolejny rzut karny w serii przeciwko reprezentacji Brazylii, co przyczyniło się do awansu Chorwacji do półfinału. Zanotował jedenaście interwencji, co przyniosło mu kolejne wyróżnienie Gracza Meczu oraz ocenę 10/10 od L'Équipe, czyniąc go 15. zawodnikiem w historii magazynu, który otrzymał to wyróżnienie. 
W półfinale przeciwko Argentynie,  zderzył się z argentyńskim napastnikiem Juliánem Álvarezem w polu karnym Chorwacji, co spowodowało przyznanie rzutu karnego dla Argentyny, wykonanego przez Lionela Messiego. Ostatecznie spotkanie zakończyło się wygraną Argentyńczyków wynikiem 3:0.
Chorwacja zakwalifikowała się do meczu o trzecie miejsce przeciwko reprezentacji Maroka. Mecz po zaciętej rywalizacji zakończył się zwycięstwem Chorwatów wynikiem 2:1. Chorwacja po raz drugi w swojej historii sięgnęła po brązowy medal Mistrzostw Świata (pierwszy zdobyli w 1998 roku).
Livaković jest uznawany za jednego z najlepszych bramkarzy turnieju. Pomimo bycia jednym z faworytów do nagrody Złotej Rękawicy, przegrał ją z Emilianem Martínezem.

### Dalsza kariera reprezentacyjna
Awansował do finału Ligi Narodów w sezonie 2022/23, gdzie jednak uległ reprezentacji Hiszpanii. Po bezbramkowym remisie do końca dogrywki, doszło do serii rzutów karnych. Hiszpania zwyciężyła serię wynikiem 4:5. 15 października 2024 podczas czwartej kolejki Ligi Narodów UEFA (2024/2025) w meczu przeciwko Polsce zremisowanym 3:3 dostał czerwoną kartkę w 76. minucie meczu za ostre wejście w nogi Roberta Lewandowskiego.

## Sukcesy

### Dinamo Zagrzeb
- Mistrzostwo Chorwacji: 2017/18, 2018/19, 2019/20, 2020/21, 2021/22, 2022/23
- Puchar Chorwacji: 2017/18, 2020/21
- Superpuchar Chorwacji: 2018/19, 2021/22, 2022/23
- Uczestnik Ligi Mistrzów: 2016/17, 2020/21, 2021/22
- Uczestnik Ligi Europejskiej: 2018/19, 2020/21, 2021/22

### Reprezentacja Chorwacji
- Srebrny medalista Mistrzostw Świata: 2018
- Brązowy medalista Mistrzostw Świata: 2022
- Uczestnik Mistrzostw Europy: 2020[46]

## Odznaczenia
- Order Księcia Branimira (2018)[47]